# 大通证券
大通证券股份有限公司，是总部设在大连的唯一一家证券公司，注册资本33亿元，经营范围包括：证券经纪；证券投资咨询；与证券交易、证券投资活动有关的财务顾问；证券承销与保荐；证券自营；证券资产管理；为期货公司提供中间介绍业务；证券投资基金销售业务；融资融券业务；代销金融产品业务；中国证监会批准的其他业务。公司目前在大连、上海、北京、天津、广州、深圳等全国30余个城市拥有44家营业部和3家分公司。

## 历史
大通证券的前身是大连市财政证券公司，大连市财政证券公司由大连市财政局发起成立于1991年，拥有大连武汉街营业部、大连甘井子营业部和上海隆昌路营业部三家营业部，及大连地区4家国债服务部（中山、沙河口、旅顺和普兰店），是当时大连的财政国债中介机构。
大通证券经中国证监会《关于同意大通证券股份有限公司开业的批复》（证监机构字[2001]90号）批准，以大连市财政证券公司为基础，对大连信托投资公司、大连国际信托投资公司、大连华信信托、大连经济技术开发区信托投资公司所属证券营业部以及大连证券交易中心进行合并重组，同时吸收10家机构出资，共同发起设立。
2001年7月18日领取了《中华人民共和国经营证券业务许可证》，同年7月28日在大连市工商行政管理局领取《企业法人营业执照》，正式注册登记成立。
2003年4月，大通证券托管大连证券，后被收购并入。
2006年12月，在大连市人民政府的主导下，公司进行了破产重整。破产重整后，公司注册资本5亿元。
2007年8月，公司通过中国证券业协会组织的规范类证券公司评审，取得规范类证券公司资格。10月，公司增资扩股获得中国证监会批准，注册资本增至12亿元。
2010年1月，增资扩股至16亿元。
2016年8月，大通证券出现高管和投行部员工大量离职，2015年年终奖无限期拖延，债券和新三板项目持续督导存在隐患，公司有失去保荐资格的风险。
2021年7月，大通证券获评证券公司分类CCC级。